# ویندبی
ویندبی (به آلمانی: Windeby) یک شهر در آلمان است که در رندسبورگ-اکرنفورده واقع شده‌است. ویندبی ۱٬۰۷۸ نفر جمعیت دارد.